# عبد الله الغالب
أبو محمد عبد الله الغالب بالله (1517-1574)، سلطان المغرب السعدي حكم بين 1557-1574.

## نسبه
عبد الله الغالب بن محمد الشيخ بن محمد القائم بأمر الله بن محمد بن عبد الرحمن بن علي بن مخلوف بن زيدان بن أحمد بن بن محمد بن أبي القاسم بن محمد بن الحسن بن عبد الله بن محمد بن عرفة بن الحسن بن أبي بكر بن علي بن الحسن بن أحمد بن إسماعيل بن القاسم بن محمد النفس الزكية بن عبد الله الكامل بن الحسن المثنى بن الحسن بن علي بن أبي طالب بن عبدالمطلب بن هاشم.

## نشأته
ينقل صاحب الاستقصا الناصري ما ورده من المؤرخين عن شكل عبد الله الغالب:
قام ببناء جامع المواسين بحضرة مراكش سنة 1562، كما جدد أيضا بناء مدرسة بن يوسف التي بجوار جامع ابن يوسف اللمتوني وليس هو الذي أنشأها كما يعتقده كثير من الناس بل الذي أنشأها أولا هو السلطان أبو الحسن المريني.

## فترة حكمه
غزاه حسن باشا بن خير الدين بربروس حاكم الجزائر في جيش كبير من العثمانيين عام 1558 فخرج عبد الله الغالب فالتقيا بمقربة من وادي اللبن من عمالة فاس لكن حسن بن خير الدين انسحب بعد ان بلغه ان القوات الاسبانية في وهران تحاول قطع طريق عودته، ورجع الغالب بالله إلى فاس لكنه لم يدخلها لوباء كان بها يومئذ ولما رجع من معركته هذه أمر بقتل أخيه عثمان لأمر نقمه عليه.
وقد شكل تحالفا مع الإسبان ضد العثمانيين. وبعد فوزه احتل تلمسان لفترة قصيرة.
تريث العثمانيون خلال فترة حكم السلطان عبد الله الغالب، إذ رفضوا دعم أخيه عبد الملك الذي التجأ إلى الأراضي العثمانية في الجزائر الحالية، وقد تحكمت في مواقف عبد الله الغالب معطيات الصراع العثماني الأوربي، لكن وفاته جاءت قبل أن تكتمل سفارته إلى استانبول بقيادة التمكروتي.
ظهر رجل دين اسمه محمد الأندلسي الظاهري، اشتهر بالزهد وطعن في أئمة المذاهب ناحيا منحى ابن حزم، فأمر السلطان الغالب بالله بقتله، فصلب برياض الزيتون بمراكش سنة 980 هـ / 1572م.
توفي عبد الله الغالب سنة 1574م، وتولى من بعده ابنه محمد المتوكل.